# Thalassius rubromaculatus
Thalassius rubromaculatus är en spindelart som beskrevs av Tord Tamerlan Teodor Thorell 1899. Thalassius rubromaculatus ingår i släktet Thalassius och familjen vårdnätsspindlar. Inga underarter finns listade i Catalogue of Life.